# Night in the Ruts
Night in the Ruts är ett musikalbum av Aerosmith, utgivet i november 1979. 
Det här albumet kom ut i en tid då gruppen var i en period av droger, och mitt i inspelningarna av albumet lämnade gitarristen Joe Perry gruppen, och kort därefter även andre-gitarristen Brad Whitford. Gruppens cover på The Shangri-Las "Remember (Walking in the Sand)" blev en mindre hit. Albumet nådde 14:e plats på den amerikanska Billboard-listan.

## Låtlista
1. "No Surprize" (Joe Perry/Steven Tyler) - 4:25
2. "Chiquita" (Joe Perry/Steven Tyler) - 4:24
3. "Remember (Walking in the Sand)" (Shadow Morton) - 4:05
4. "Cheese Cake" (Joe Perry/Steven Tyler) - 4:15
5. "Three Mile Smile" (Joe Perry/Steven Tyler) - 3:42
6. "Reefer Head Woman" (J. Bennett/Jazz Gillum/Lester Melrose) - 4:02
7. "Bone to Bone (Coney Island White Fish Boy)" (Joe Perry/Steven Tyler) - 2:59
8. "Think About It" (Jim McCarty/Jimmy Page/Keith Relf) - 3:35
9. "Mia" (Steven Tyler) - 4:14